# مدیسون بییر
مدیسون ال بییر (به انگلیسی: Madison Elle Beer؛ زادهٔ ۵ مارس ۱۹۹۹) خواننده آمریکایی است. او که در نیویورک متولد شده است با به اشتراک گذاشتن ویدیوهایی از خودش در اوایل سال ۲۰۱۲ در یوتیوب بین کاربران این شبکهٔ اجتماعی بسیار محبوب شد.  
او این محبوبیت را مدیون جاستین بیبر بود که با توییت یکی از ویدیوهای او توجه همگان را به بییر جلب و همینطور آلبوم پرطرفدار خود تحت عنوان «همانطور که او می‌خواهد» را در ۲ فوریهٔ سال ۲۰۱۸ منتشر کرد همچنین او اولین تک آهنگ خود را با نام "Melodies" در سال ۲۰۱۳ منتشر کرد.  
در سال ۲۰۱۸، اولین آلبوم موزیکال خود را با نام "همانطور که او بخواهد" منتشر کرد. این پروژه توسط تک‌آهنگ‌های «مرده» و «خانه با تو» پشتیبانی می‌شد که هر دو گواهینامه طلایی را از سوی انجمن صنعت ضبط موسیقی ایالات متحده آمریکا دریافت کردند. سال بعد با اپیک رکوردز قرارداد امضا کرد و بعداً اولین آلبوم استودیویی خود را با نام "پشتیبان زندگی" در سال ۲۰۲۱ منتشر کرد. این آلبوم توسط چندین تک‌آهنگ از جمله "خود پرست" پشتیبانی می‌شد که در اپلیکیشن اشتراک‌گذاری رسانه تیک تاک مورد توجه قرار گرفت و منجر به دریافت گواهی طلایی  انجمن صنعت ضبط موسیقی ایالات متحده آمریکا شد.
مدیسون بییر علاوه بر کار انفرادی خود، صداپیشگی شخصیت مجازی "اِوِلین" را در گروه مجازی لیگ افسانه‌ها بر عهده داشته است.  

## اوایل زندگی
مدیسون ال بییر در جریکو، نیویورک، در تاریخ ۵ مارس ۱۹۹۹ به دنیا آمد. پدرش، رابرت بییر، یک توسعه‌دهنده املاک و مستغلات است و مادرش، تریسی، قبل از کنار گذاشتن آن برای کمک به هدایت حرفه مدیسون، به عنوان یک طراح داخلی کار می‌کرد. بییر پس از برنده شدن در یک مسابقه مدلینگ در چهار سالگی بر روی جلد مجله کودک ظاهر شد. او یک برادر کوچکتر به نام رایدر دارد و پدر و مادرش زمانی که او جوان بود طلاق گرفتند. خانواده او یهودی هستند و او در سال ۲۰۱۲ جشن بت میتسوه خود را برگزار کرد.

## دوران حرفه ایی
بییر با به اشتراک گذاشتن ویدیوهایی از خودش در اوایل سال ۲۰۱۲ در یوتیوب بین کاربران این شبکهٔ اجتماعی بسیار محبوب شد. او این محبوبیت را مدیون جاستین بیبر بود که با توییت یکی از ویدیوهای او توجه همگان را به بییر جلب و همینطور آلبوم پرطرفدار خود تحت عنوان «همانطور که او می‌خواهد» را در ۲ فوریهٔ سال ۲۰۱۸ منتظر کرد.